# Ramlila
La Ramlila (IAST: Rāmalīlā) est une représentation populaire dramatique retraçant certains exploits de la divinité Rāma et de son duel avec le démon Ravana. Elle est jouée régulièrement en Inde. Elle a lieu au moins une fois par an lors du festival Dashara (Dussehra), en septembre-octobre. La plus célèbre de ses représentations a lieu à Ramnagar dans l'Uttar Pradesh.